# Інґеборґ Дей
Інґеборґ Дей (англ. Ingeborg Day; 6 листопада 1940 — 18 травня 2011) — австрійська та американська письменниця. Насамперед відома як авторка частково автобіографічного еротичного роману «Дев'ять з половиною тижнів», який видала під псевдонімом Елізабет Макнілл. 1986 року вийшла однойменна екранізація з Кім Бейсінгер та Міккі Рурком у головних ролях.

## Біографія
Інґеборґ Дей народилася 6 листопада 1940 року в австрійському місті Грац. Її батько — Ернст Сейлер — ще з 1938 року належав до нацистської організації СС. Останні два роки Другої світової війни провела на фермі своєї бабусі.
У 1957—1958 роках взяла участь у студентській програмі обміну AFS, а відтак протягом року жила в американській сім'ї та навчалася в Іствудській середній школі в Сірак'юсі, Нью-Йорк. Під час навчання познайомилася Деннісом Дейєм, який навчався на пастора єпископальної церкви у Вайт Плейнс. Емігрувавши до США, 1960 року Інґеборґ вийшла за нього заміж. Невдовзі вони переїхали до Індіани, де у Ґошенському коледжі Інґеборґ отримала ступінь бакалавра з германістики. Протягом декількох років викладала в місті Кенош, Вісконсин.
У 1963 році в них народилася дочка Урсула та син Марек, який народився з серйозним захворюванням, яке призвело до передчасної смерті хлопця в семирічному віці. 1970 року Інґеборґ покинула свого чоловіка, закохавшись у митця Тома Шеннона. Невдовзі разом із дочкою переїхала на Мангеттен, де стала редакторкою феміністичного журналу «Ms.», в редакції якого працювала впродовж чотирьох років.
Протягом робочого дня виконувала різні обов'язки, від звичайного редагування до корегування тексту під псевдонімом Інґеборґ Бахманн. Здобула репутацію знавця моди, наприклад у книзі Керол Трой та Катерін Мілінер під назвою «Дешева елегантність» (1975) можна знайти цілий розділ присвячений її думкам щодо того, як потрібно вдягатись, використовуючи методику заощадження під назвою «вартість одного вдягання» (Cost Per Wear). Тридцяти чотирирічна Дей віддавала перевагу двом кольоровим гамам: взимку носила чорне, а влітку — біле. 1978 року вийшла книга «Дев'ять з половиною тижнів» (під псевдонімом Елізабет Макнілл), в якій зокрема описано те як, вона протягом чотирьох років працювала в редакції журналу «Ms.».
Під час святкування 65 річниці заснування журналу «Ms.», її ім'я не було згадано в загальній історії часопису. Причиною слугувало її авторство еротичного роману «Дев'ять з половиною тижнів». Керівництво феміністичного журналу не хотіло асоціювати своє видання з книгою, де жінка виконує підчиняльну роль. Проте багато хто з її колег знали, кому належить авторство книги. Роман закінчується тим, Елізабет Макґров потрапляє на декілька місяців до лікарні, подібно до того як Інґеборґ Дей, яка була госпіталізована на декілька місяців після свого звільнення з журналу «Ms.». Справжня особа письменниці розкрита в книзі «Гайп», яку 1983 року видав Стівен М. Л. Аронсон. Інформація про те, що під псевдонімом Елізабет Макнілл насправді ховається Інґеборґ Дей підтверджена багатьма джерелами, зокрема її літературною агенткою Венді Вейл.
1980 року письменниця видала мемуари під назвою «Вальс привидів», де розповідає про нацистське минуле свого батька. 1983 року взяла участь у публікації «Посібника про Скандинавію. Данія, Фінляндія, Ісландія, Норвегія та Швеція», використавши псевдонім Ренд Макнеллі. Згодом її літературна агентка порадила написати ще одну книгу під псевдонімом Елізабет Макнілл, і письменниця розпочала роботу над романом «Дванадцять дюжин ірисок», який так і не завершила.
1991 року вийшла заміж за Дональда Світа, який був старшим за неї на 14 років та мешкав у Порт Ярмаут, Массачусетс. Невдовзі після одруження вони переїхали до Ешланда, Орегон. 2000 року письменниця видала книгу під назвою «Скенскейп», також працювала над двома наступними книгами, які писала в співавторстві, однак ці книги вийшли друком вже після її смерті.
Покінчила життя самогубством 18 травня 2011 року. Її немічний чоловік помер чотири дні потому.

## Переклад українською
- Елізабет Мак-Нілл. Дев'ять з половиною тижнів. — Х. : КСД, 2016. — 224 с. — ISBN 978-617-12-1060-8.